# Kyllinga tenuifolia
Kyllinga tenuifolia är en halvgräsart som beskrevs av Ernst Gottlieb von Steudel. Kyllinga tenuifolia ingår i släktet Kyllinga och familjen halvgräs.

## Underarter
Arten delas in i följande underarter:
- K. t. ciliata
- K. t. tenuifolia